# Monopoly (videojuego de 1999)
Monopoly, también llamado Monopoly 64, es un videojuego de Nintendo 64 basado en el popular juego de mesa Monopoly, lanzado el 18 de diciembre de 1999. Desarrollado por Mind's Eye Productions y distribuido por Hasbro Interactive, este título fue uno de los muchos inspirados en la propiedad.

## Jugabilidad
El juego contiene una jugabilidad muy similar al juego de mesa en el que se basa, con varias tareas físicas reemplazadas por la automatización y las representaciones digitales.

## Recepción
El juego recibió críticas de positivas a mixtas por parte del público y los críticos. El crítico Aaron Boulding de IGN, pensó que la capacidad de personalizar el juego de acuerdo con las reglas del juego de mesa de casa, era una característica "entrañable", y apreció que conservara el espíritu del juego de mesa en el que se basaba. La revista Nintendo Power elogió ciertos aspectos del juego, pero pensó que no había suficiente contraste visual entre los diferentes cuadrados del tablero. Nintendojo pensó que la adaptación era "demasiado fiel" a su material original y estaba decepcionado de que no contenía jugabilidad como minijuegos y eventos de habilidad. HonestGamers sintió que la interfaz era "demasiado complicada" y "torpe". El sitio de reseñas francés X64 le dio al juego una calificación de 50/100.